# Свети Димитър (Опая)
Вижте пояснителната страница за други значения на Свети Димитър.
„Свети Димитър“ (на гръцки: Αγίου Δημητρίου) е възрожденска православна църква в бившето преспанско село Опая, част от Леринската, Преспанска и Еордейска епархия на Вселенската патриаршия, под управлението на Църквата на Гърция.

## История
Църквата е единствената запазена сграда от изселеното село, разположена близо до брега на Малкото Преспанско езеро. Според надпис, издълбан върху варовикова плоча при страничната врата, църквата е построена през 1868 година.

## Описание
Църквата е малка еднокорабна базилика с трем от южната страна.